# Jacek Bielski
Jacek Bielski (* 29. Januar 1972 in Elbląg) ist ein ehemaliger polnischer Boxer.

## Amateurkarriere
Der ca. 1,75 m große Linksausleger wurde 1989 und 1990 Polnischer Juniorenmeister im Bantamgewicht, 1991 Polnischer U20-Meister im Federgewicht, 1993 Polnischer Meister im Leichtgewicht, sowie 1995, 1996 und 1998 Polnischer Meister im Halbweltergewicht. Im Juli 1990 gewann er die Silbermedaille im Bantamgewicht bei den Junioren-Europameisterschaften in Tschechien. Sein größter Erfolg war die Goldmedaille im Leichtgewicht bei den Europameisterschaften 1993 im türkischen Bursa; er hatte sich dabei jeweils nach Punkten gegen Zoltán Kalocsai aus Ungarn, Daniel Prosch aus Deutschland, Gennadi Staruschenko aus Belarus, Paata Gwasalia aus Georgien und Tibor Rafael aus Tschechien durchgesetzt. Zudem ist Bielski Gewinner mehrerer international besetzter Turniere, dazu zählen Złoty Pas 1988 in Gniezno, Silver Boat 1989 in Łódź, Trofeo Italia 1993 in Mestre, Feliks Stamm 1994 und 1998 in Warschau.
Darüber hinaus war er auch Teilnehmer der Europameisterschaften 1991 in Schweden (Nl im Achtelfinale gegen George Scott), der Weltmeisterschaften 1995 in Berlin (Nl im Achtelfinale gegen Héctor Vinent), der Europameisterschaften 1996 in Dänemark (Nl im Viertelfinale gegen Oktay Urkal), der Weltmeisterschaften 1997 in Budapest (Nl. im Achtelfinale gegen Lukáš Konečný) und der Europameisterschaften 1998 in Belarus (Nl im Viertelfinale gegen Nurhan Süleymanoğlu).

## Profikarriere
1999 wurde er Profi, gewann seine ersten 15 Kämpfe in Folge und boxte am 15. September 2001 um die Weltmeisterschaft der IBO im Weltergewicht, unterlag jedoch in England gegen Jawaid Khaliq.
Nach neun folgenden Siegen, darunter gegen Rafał Jackiewicz, trat er am 13. Dezember 2003 in Nürnberg zum Kampf um die Internationale WBC-Meisterschaft im Weltergewicht an, verlor jedoch gegen Alpaslan Agüzüm und beendete anschließend seine Karriere.